# Eleição municipal de Nova Friburgo em 2024
A eleição municipal da cidade de Nova Friburgo em 2024 ocorreu no dia 6 de outubro com o objetivo de eleger um prefeito, um vice-prefeito e 21 vereadores responsáveis pela administração da cidade no mandato a se iniciar em 1° de janeiro de 2025 e com término em 31 de dezembro de 2028. Como o município não possui 200 mil eleitores, a disputa foi realizada em turno único. O prefeito titular era Johnny Maycon, do PL, eleito em 2020 pelo Republicanos. Pela legislação eleitoral, Johnny esteve apto para disputar a reeleição.
No primeiro turno, realizado em 6 de outubro, Johnny Maicon, candidato pelo PL, foi reeleito com 67.634 votos (64,99% dos votos válidos), seguido de Wanderson Nogueira, candidato pelo PDT, que obteve 19.733 votos (18,96%). Para a Câmara Municipal, Maiara Felício, do PT, foi a vereadora mais votada da cidade; o partido que mais acumulou cadeiras na câmara legislativa foi o PL, com 6 cadeiras cada.

## Antecedentes

### Eleição municipal de 2020
Na eleição de 2020, 16 candidatos disputaram para o cargo de prefeito. Johnny Maycon, então filiado ao Republicanos, se elegeu com 22.277 votos (23,28%), contra 17.726 votos (18,52%) de seu concorrente direto, o ex-deputado estadual Wanderson Nogueira (PDT).

### Eleições gerais de 2022
No primeiro turno das eleições presidenciais, Jair Bolsonaro (PL) recebeu 60.118 votos (53,32%) e Luiz Inácio Lula da Silva (PT) recebeu 41.896 votos (37,16%) dos eleitores friburguense, o que fez desta capital a única do Nordeste brasileiro em que Bolsonaro ficou em primeiro lugar. 1,86% eleitores votaram branco e 3,76% nulo para presidente. Nas eleições para o governo do Rio de Janeiro, Cláudio Castro (PL) recebeu 63.607 votos (63,70%), enquanto Marcelo Freixo (PSB) recebeu 26.654 votos (26,69%) e Rodrigo Neves (PDT) obteve 4.968 votos (4,98%) dos eleitores friburguenses. Apenas 6,39% eleitores votaram branco e 9,95% anularam seu voto para o governo do Estado.
Já no segundo turno, Jair Bolsonaro (PL) recebeu 68.371 votos (59,44%) e Luiz Inácio Lula da Silva (PT) recebeu 46.661 votos (40,56% ) dos eleitores friburguenses. Os votos brancos e nulos para presidente somaram 5,16% do total no município.

## Calendário eleitoral
| Início        | Fim           | Atividades | Status    |
| ------------- | ------------- | --- | --------- |
| 7 de março    | 5 de abril    | Janela partidária para vereadores trocarem de partido visando concorrer às eleições sem perder o mandato. | Realizado |
| 6 de abril    | 6 de abril    | Data-limite para todas as legendas e federações partidárias obterem o registro dos estatutos no TSE e para todos os candidatos terem domicílio eleitoral na circunscrição em que desejam disputar as eleições com a filiação deferida pelo partido. | Realizado |
| 15 de maio    | 15 de maio    | Início da campanha de arrecadação prévia de recursos na modalidade de financiamento coletivo para pré-candidatos, sem realização de pedidos de voto e obedecendo a regras relativas à propaganda eleitoral na Internet.                             | Realizado |
| 20 de julho   | 5 de agosto   | Realização de convenções partidárias para deliberar sobre coligações e escolher candidatos às prefeituras e aos cargos de vereador. Os partidos têm até 15 de agosto para registrar os nomes na Justiça Eleitoral.                                  | Realizado |
| 16 de agosto  | 16 de agosto  | Início das campanhas eleitorais de forma igualitária, podendo qualquer publicidade ou manifestação com pedido explícito de voto antes da data ser considerada irregular e multada.                                                                  | Realizado |
| 30 de agosto  | 3 de outubro  | Veiculação da propaganda eleitoral gratuita no rádio e na televisão. | Realizado |
| 6 de outubro  | 6 de outubro  | Realização do primeiro turno das eleições municipais. | Realizado |
| 11 de outubro | 25 de outubro | Veiculação da propaganda eleitoral gratuita no rádio e na televisão para o segundo turno. | Realizado |
| 27 de outubro | 27 de outubro | Realização de um eventual segundo turno nas cidades com mais de 200 mil eleitores em que o candidato a prefeito mais votado não tenha atingido a metade mais um dos votos válidos.                                                                  | Realizado |

## Candidatos ao cargo de Prefeito de Nova Friburgo
| Nº | Prefeito  | Prefeito           | Prefeito          | Prefeito | Vice-prefeito(a) | Vice-prefeito(a) | Vice-prefeito(a)   | Vice-prefeito(a)  | Vice-prefeito(a)                                                                           | Vice-prefeito(a)                                                         | Ref.   |
| Nº | Candidato | Candidato          | Partido Federação | Cargos relevantes                                                                                                | Candidato        | Candidato        | Candidato          | Partido Federação | Cargos relevantes                                                                          | Coligação Partido(s)                                                     | Ref.   |
| -- | --------- | ------------------ | ----------------- | --- | ---------------- | ---------------- | ------------------ | ----------------- | ------------------------------------------------------------------------------------------ | ------------------------------------------------------------------------ | ------ |
| 10 |           | Sérgio Louback     | Republicanos      | - Vereador de Nova Friburgo (2017—2019, 2020); - Deputado estadual do Rio de Janeiro (2020—2022, 2022—2023)      |                  |                  | Rogério Alves      | MOBILIZA          | - Empresário                                                                               | Humaniza Nova Friburgo Republicanos, MOBILIZA e Avante                   | [ 10 ] |
| 12 |           | Wanderson Nogueira | PDT               | - Vereador de Nova Friburgo (2013—2015); - Deputado estadual do Rio de Janeiro (2015—2019)                       |                  |                  | Alexandre Cruz     | Cidadania         | - Vereador de Nova Friburgo (2017—2020) e Secretário de Obras de Nova Friburgo (2015—2016) | Um Novo Tempo para Nova Friburgo PDT, PSD, PSB, PP e Fed. PSDB Cidadania | [ 10 ] |
| 13 |           | Zé Alexandre       | PT FE Brasil      | - Secretário de Governo e Planejamento de Teresópolis (2009—2011); - Secretário de Turismo de Maricá (2019—2021) |                  |                  | Amin Mazloum       | PRD               | - Empresário                                                                               | Nova Friburgo Pode Mais FE Brasil (PT, PCdoB e PV) e PRD                 | [ 10 ] |
| 22 |           | Johnny Maycon      | PL                | - Prefeito de Nova Friburgo (2021—presente)                                                                      |                  |                  | Rodrigo Ascoly     | MDB               | - Advogado                                                                                 | Por Amor a Nova Friburgo PL, MDB, UNIÃO, PODE, Solidariedade e DC        | [ 10 ] |
| 30 |           | Patrick do NOVO    | NOVO              | - Policial Rodoviário                                                                                            |                  |                  | Leonardo de Castro | NOVO              | - Advogado                                                                                 | Sem coligação                                                            | [ 10 ] |

### Desistências
- Alexandre Cruz (Cidadania) – Vereador de Nova Friburgo (2017—2020) e Secretário de Obras de Nova Friburgo (2015—2016); Retirou a pré-candidatura em 23 de julho para ser candidato à vice de Wanderson Nogueira.[11]
- Maria Amélia (PSOL) – Secretária de Cultura de Nova Friburgo (2001—2008); A candidatura foi retirada em 13 de agosto sob alegação de inviabilidade por parte do diretório estadual do PSOL. A chapa decidiu por não apoiar outro candidato, mantendo a nominata para disputar à Câmara Municipal.[12]

## Resultados

### Prefeito
| Candidato(a) a prefeito  | Candidato(a) a prefeito       | Candidato(a) a vice-prefeito | Primeiro turno 6 de outubro de 2024 | Primeiro turno 6 de outubro de 2024 |
| Candidato(a) a prefeito  | Candidato(a) a prefeito       | Candidato(a) a vice-prefeito | Total                               | Percentagem                         |
| ------------------------ | ----------------------------- | ---------------------------- | ----------------------------------- | ----------------------------------- |
|                          | Johnny Maicon (PL)            | Rodrigo Ascoly (MDB)         | 67.634                              | 64,99%                              |
|                          | Wanderson Nogueira (PDT)      | Alexandre Cruz (Cidadania)   | 19.733                              | 18,96%                              |
|                          | Zé Alexandre (PT)             | Amin Mazloum (PRD)           | 10.471                              | 10,06%                              |
|                          | Sérgio Louback (Republicanos) | Rogério Alves (MOBILIZA)     | 4.388                               | 4,22%                               |
|                          | Patrick do Novo (NOVO)        | Leonardo de Castro (NOVO)    | 1.843                               | 1,77%                               |
| Total de votos válidos   | Total de votos válidos        | Total de votos válidos       | 104.069                             | 104.069                             |
| Votos apurados           |                               |                              |                                     |                                     |
| Votos válidos            | Votos válidos                 | Votos válidos                | 104.069                             | 90,85%                              |
| Votos em branco          | Votos em branco               | Votos em branco              | 3.859                               | 3,37%                               |
| Votos nulos              | Votos nulos                   | Votos nulos                  | 6.628                               | 5,79%                               |
| Total de votos apurados  | Total de votos apurados       | Total de votos apurados      | 114.556                             | 114.556                             |
| Eleitores                |                               |                              |                                     |                                     |
| Comparecimentos          | Comparecimentos               | Comparecimentos              | 114.556                             | 73,28%                              |
| Abstenções               | Abstenções                    | Abstenções                   | 41.767                              | 26,72%                              |
| Total de eleitores aptos | Total de eleitores aptos      | Total de eleitores aptos     | 156.323                             | 156.323                             |
| Total de seções: 500     |                               |                              |                                     |                                     |
| Fontes: TSE              |                               |                              |                                     |                                     |